# رود کانادا
 رود کانادا رودی است به رود آرکانزاس می‌ریزد. این رود از کشور ایالات متحده آمریکا می‌گذرد.

## نگارخانه

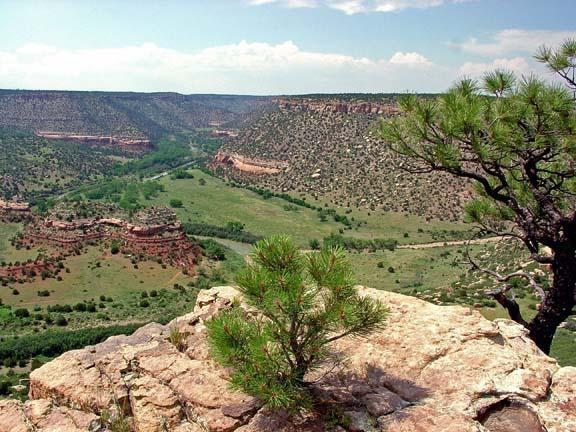
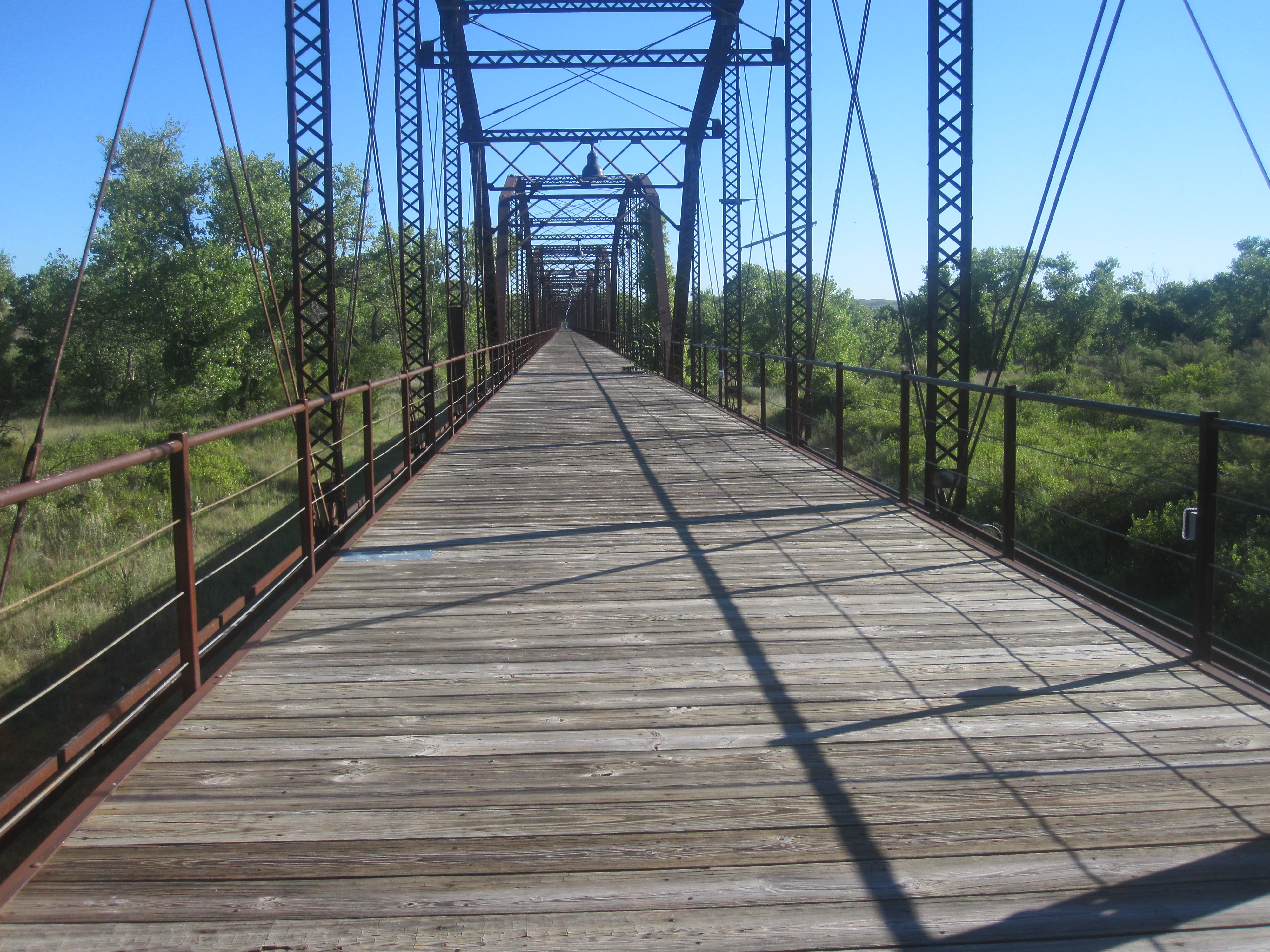